# Öttl (Familie)
Öttl, auch Oettl oder Ettl, ist der Name einer verbreiteten österreichischen Familie, deren Linien Anfang des 18. Jahrhunderts teils in den Adelsstand erhoben wurden.

## Geschichte
Der genaue Ursprung ist nicht überliefert, wird aber im heutigen Oberösterreich vermutet. Eine erste urkundliche Erwähnungen besteht aus dem Jahre 1572, ein von Kaiser Maximilian II. verliehenes Wappen. 1704 folgt die Erhebung in den erblichen ungarischen Ritterstand. Zweige der Familie ließen sich nachweislich im heutigen Niederösterreich sowie der Steiermark nieder.
Anton Joseph von Öttl, Rektor der Universität Wien sowie kaiserlicher Hofkriegsrat und enger Vertrauter von Eugen von Savoyen, wurde 1722 in den erblichen ungarischen Freiherrenstand erhoben.

### Namensherkunft
Der Nachname Öttl bzw. Oettl geht auf ein Patronym des Rufnamens Otto zurück. Die heute verbreitete Variante „Ettl“ entstand durch eine Entlabialisierung des Anfangsbuchstabens.